# Anomala filigera
Anomala filigera är en skalbaggsart som beskrevs av Ohaus 1933. Anomala filigera ingår i släktet Anomala och familjen Rutelidae. Inga underarter finns listade i Catalogue of Life.